# Bloomberg News
Bloomberg News és una agència de notícies i fotografia amb seu a la ciutat de Nova York. Va ser fundada en 1990 i és operada per la companyia Bloomberg LP de Michael Bloomberg.
Bloomberg Media ofereix notícies, imatges, vídeos i dades d'actualitat empreses, política, economia i de finances. El servei de fotografies de Bloomberg és part de Bloomberg Media. El servei d'imatges treballa amb Getty Images a nivell editorial. Des del 2015 l'editor en cap és John Micklethwait.
L'agència es va establir el 1990 amb un equip de sis persones. Winkler va ser el primer editor en cap. El 2010 Bloomberg News tenia més e 2.300 editors i periodistes en 72 estats i 146 redaccions arreu del món.